# Gammelshausen
Gammelshausen település Németországban, azon belül Baden-Württembergben. Lakosainak száma 1508 fő (2023. december 31.).

## Népesség
A település népessége az elmúlt években az alábbi módon változott:
| Lakosok száma | 504  | 619  | 1336 | 1384 | 1493 | 1600 | 1469 | 1405 | 1428 | 1508 |
|               | 1961 | 1967 | 1974 | 1980 | 1987 | 1993 | 2000 | 2006 | 2013 | 2023 |